# داركتيبل
برنامج داركتيبل (الترجمة الحرفية الطاولة الداكنة) برنامج مفتوح المصدر متخصص للمصورين الفوتوغرافيين، يقوم بإدارة الصور في قاعدة بيانات ويسمح لك برؤيتها من خلال طاولة بيضاء قابلة للتكبير ويمكنك من تطوير صور رو وتحسينها. يقدم داركتيبل مجموعة من العمليات المتخصصة في تحسين الصور ما بعد الإنتاج بشكل غير تدميري ولا يشمل كل العمليات التحريرية مثل فوتوشوب وجمب. يركز برنامج داركتيبل على تحسين طريقة عمل المصور عن طريق تسهيل التعامل مع مجموعات الصور الكبيرة. يتوفر البرنامج بشكل مجاني على أنظمة لينكس وويندوز وماك أوأس وسولاريز، ومرخص برخصة جنو العمومية الإصدار 3.

## مميزات البرنامج
يوفر برنامج داركتيبل ميزة التحرير غير التدميري بمعنى أن التعديلات على الصورة لا تؤثر على الصورة الأصلية ويمكن الرجوع إليها في أي وقت قبل عملية التصدير النهائية.

### المميزات الرئيسة
- تعديلات غير تدميرية.
- يعمل في نمط 32 بت في قناة لونية CIE LAB.
- تطبيق متكامل لإدارة الألوان.
- يدعم صيغ RAW و جيه بيه إيه جي و RGBE و PFM.
- بنية البرنامج قائمة عل الوحدات المنفصلة.
- أكثر من 30 وحدة لتحرير الصور.
- تنظيم الصور والبحث عن طريق المعاملات.
- مترجم إلى أكثر من 19 لغة.
- تصدير إلى بيكاسا وفليكر وفيسبوك.

### الأقنعة
أحد المميزات المهمة في داركتيبل هي الأقنعة حيث يسمح للبرنامج بتطبيق مؤثرات على جزء محدد من الصورة، وهو يوفر خمسة أنواع من الأقنعة: فرشاة والدائرة، وإهليج ومسار بيزه وتدرج.
في الإصدارة 3.0 حصل برنامج داركتيبل على تطويرات كبيرة جدا شملت ما يقرب 3000 تغيير وأهم هذه التغييرات إعادة العمل بالكامل  في تطوير واجهة البرنامج، بحيث أصبح قابلا لتطوير حلة للبرنامج بشكل سهل جدا، إضافة نمط الانتقاء في قسم الطاولة البيضاء يسمح بعرض عدة صورة متتابعة تبدأ من أول صورة محددة، إضافة رؤية جديدة للمخطط الزمني تسمح بتحديد نطاق تاريخي لعرض الصور، وتحسين وتطوير وحدات تحرير الصور بحيث أصبحت أكثر كفاءة وإنتاجية. 